# Francisco Hernández Armengol
Francisco Hernández Armengol (Santiago, 4 de octubre de 1928-Ibíd., 9 de octubre de 2003), más conocido como "Gabito", fue un compositor de música y locutor chileno. Realizó una extensa carrera como locutor en Radio Agricultura. Sin embargo, se hizo conocido por ser el autor del tema "La gotita", interpretado por Gloria Benavides durante la época de la "nueva ola nacional". También compuso además "Una lágrima", "Aunque pase el tiempo" y "Hoy que estás lejos", entre otras.